# Tennistoernooi van Adelaide 1 2022
|                                         |  |                                     |
| Ashleigh Barty, winnares bij de vrouwen |  | Gaël Monfils, winnaar bij de mannen |

Het eerste tennistoernooi van Adelaide van 2022 werd van maandag 3 tot en met zondag 9 januari 2022 gespeeld op de hardcourtbuitenbanen van het Memorial Drive Tennis Centre in de Australische stad Adelaide. De officiële naam van het toernooi was Adelaide International 1.
Het toernooi bestond uit twee delen:
- WTA-toernooi van Adelaide 1 2022, het toernooi voor de vrouwen
- ATP-toernooi van Adelaide 1 2022, het toernooi voor de mannen

## Toernooikalender
| Adelaide          | januari 2022 | januari 2022 | januari 2022 | januari 2022 | januari 2022 | januari 2022 | januari 2022 |
| Adelaide          | maa 3        | din 4        | woe 5        | don 6        | vrĳ 7        | zat 8        | zon 9        |
| ----------------- | ------------ | ------------ | ------------ | ------------ | ------------ | ------------ | ------------ |
| vrouwenenkelspel  | 1e ronde     | 1e ronde     | 2e ronde     | 2e ronde     | kwartfinale  | halve finale | finale       |
| vrouwendubbelspel | 1e ronde     | 1e ronde     | 1e ronde     | 2e ronde     | halve finale |              | finale       |
| mannenenkelspel   | 1e ronde     | 1e ronde     | 2e ronde     | 2e ronde     | kwartfinale  | halve finale | finale       |
| mannendubbelspel  | 1e ronde     | 1e ronde     | 2e ronde     | 2e ronde     | kwartfinale  | halve finale | finale       |

ATP-toernooi van Adelaide – WTA-toernooi van Adelaide

2020 · 2021 · 2022-1 · 2022-2 · 2023-1 · 2023-2 · 2024 · 2025